# 929

## Decese
- 7 octombrie: Carol al III-lea al Franței (n. 879)
- Al-Battani, matematician, astronom și astrolog arab (n. 858)
- Guy de Toscana, conte și duce de Lucca și margraf de Toscana (n. ?)
- Ratold, rege al Italiei (n. 889)